# Kąty Śląskie
Kąty Śląskie (deutsch Kennchen) ist eine Ortschaft mit einem Schulzenamt der Landgemeinde Sośnie im Powiat Ostrowski der Woiwodschaft Großpolen in Polen.

## Geschichte

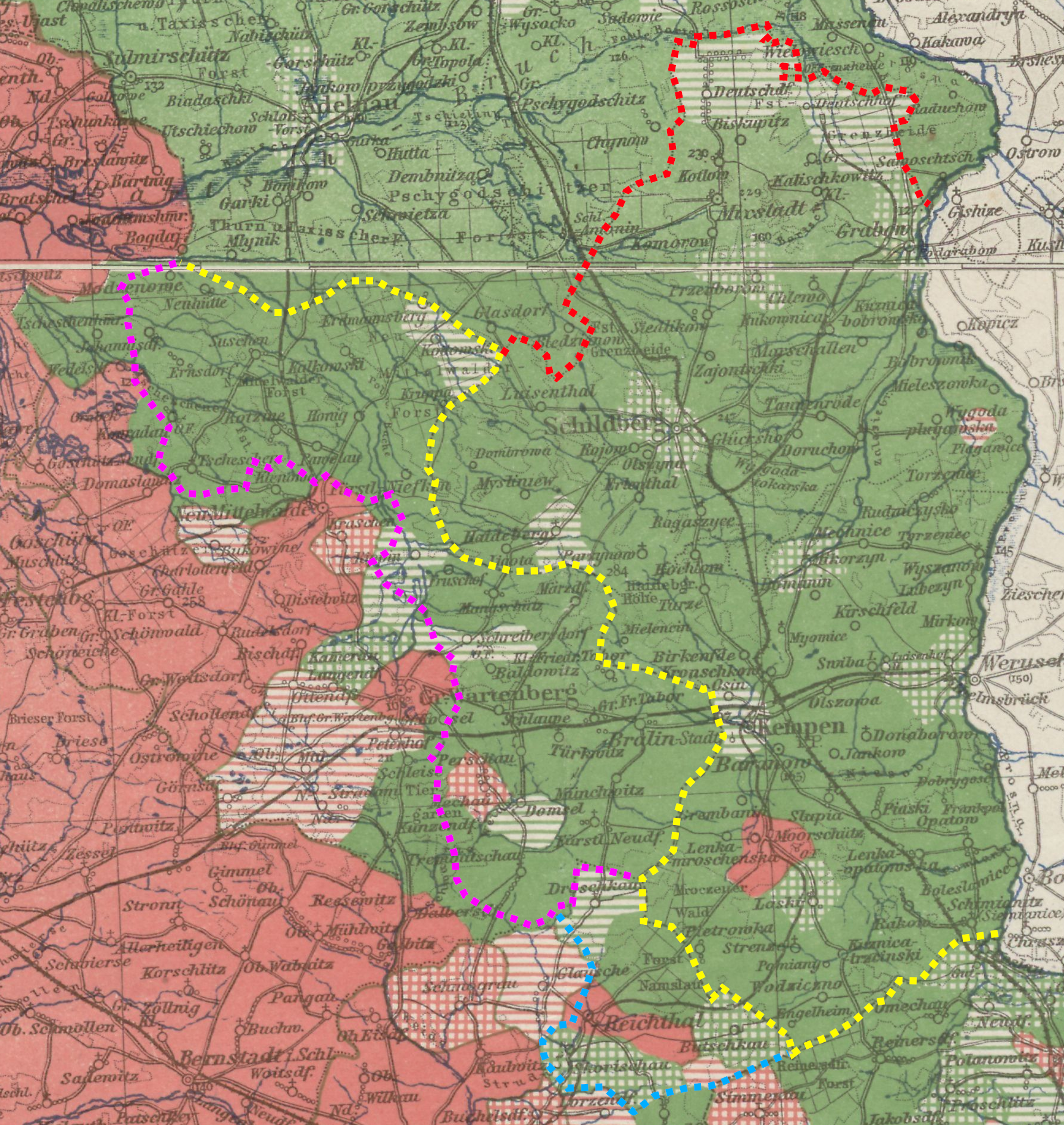
Sprachkarte aus dem Jahr 1910: Gelbe gestrichelte Linie: schlesisch-großpolnische Grenze, rosarote gestrichelte Linie: neue Grenze aus dem Jahr 1920

Der Ort wurde um 1305 im Liber fundationis episcopatus Vratislaviensis (Zehntregister des Bistums Breslau) als Kenthin erstmals urkundlich erwähnt. Der Ortsname (1354: Kantchin, 1743: Kenchen) ist hybrider Herkunft: vom polnischen Kąt-/Kęt (kąt – Ecke, oder Personenname Kąta) und dem deutschen diminutiven Suffix -chen. In der Zwischenkriegszeit wurde er als Kąty polonisiert und das Adjektiv Śląskie (schlesisch) hinzugefügt.
Der Ort gehörte mit der Tochtersiedlung Kuźnica Kącka (Kennchenhammer) zu den Medziborer (etwa „zwischen Wäldern“) Gütern.
Kennchen gehörte von 1818 bis 1920 dem schlesischen Landkreis Groß Wartenberg an. Mit dem überwiegend polnischsprachigen Ostteil des Landkreises wurde Kąty Śląskie zum 10. Januar 1920 infolge des Versailler Vertrags vom Deutschen Reich an das wiedergegründete Polen abgetreten. Seitdem ist Kąty Śląskie mit der Woiwodschaft Posen bzw. Großpolen verbunden, zunächst im Powiat Odolanowski, ab 1932 im Powiat Ostrowski.
Im Jahr 1921 gab es in der Gemeinde Kąty Śląskie im Powiat Odolanów 49 Häuser mit 302 Einwohnern, davon alle hielten sich für deutscher Nationalität, 291 waren evangelisch, 11 römisch-katholisch.
Beim Überfall auf Polen 1939 wurde das Gebiet von den Deutschen besetzt und dem Landkreis Ostrowo im Reichsgau Wartheland zugeordnet.
Von 1975 bis 1998 gehörte Kąty Śląskie zur Woiwodschaft Kalisz.